# Plaine du Roussillon
Pour les articles homonymes, voir Roussillon.
La plaine du Roussillon est une région naturelle des Pyrénées-Orientales, entre la Salanque, le Ribéral, les Aspres, le massif des Albères et la Côte Vermeille au sud, et la mer Méditerranée à l'est.
La plaine du Roussillon se distingue de la région historique du Roussillon, géographiquement plus vaste à l'histoire plus importante.

## Climat
Proche de la mer Méditerranée, la plaine du Roussillon bénéficie d’un climat méditerranéen à l’été chaud et sec et à l’hiver doux et humide. L’ensoleillement est de 2 500 heures par an grâce à la tramontane qui souffle fréquemment.

## Faune et flore
La faune et la flore de la plaine est méditerranéenne, elle comprend principalement maquis, cyprès, palmiers, yuccas. Bien qu'introduite par l'homme depuis l'Antiquité, la vigne y est prépondérante et son marqueur agricole, sans toutefois occulter les cultures fruitières et maraîchères très présentes dans sa partie nord-ouest et nord.

## Présentation
Elle est délimitée par des barrières naturelles : le massif des Corbières au nord ; le massif des Albères au sud ; le massif du Canigou à l'ouest ; et, à l'est, la Méditerranée.
Sa ville principale, qui est aussi la plus importante du Roussillon, est Perpignan.

### Notes et références

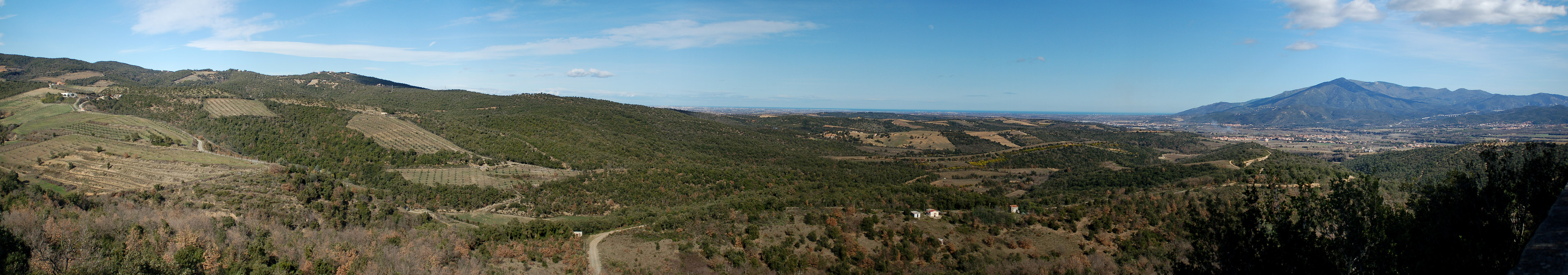
Plaine du Roussillon et Albères depuis l'ermitage de Saint-Ferréol.